# Комісоая
Комісоая (рум. Comisoaia) — село у повіті Бузеу в Румунії. Входить до складу комуни Зернешть.
Село розташоване на відстані 117 км на північний схід від Бухареста, 19 км на північний схід від Бузеу, 86 км на захід від Галаца, 109 км на схід від Брашова.